# Lecumberri-palota
A Lecumberri-palota (spanyolul: Palacio de Lecumberri) Mexikóváros nevezetes börtöne volt, 1982 óta a Mexikói Nemzeti Levéltár működik benne.

## Története
A palota létét a mexikói büntető törvénykönyv 1871-es reformjának köszönheti, ebben ugyanis már szerepelt egy terv egy új börtön megépítésére. Ezt a tervet Antonio Torres Torija készítette, a végül csak 1885. május 9-én elkezdődő építkezést M. Quintana mérnök irányította. Az ünnepélyes felvatásra, amelyen személyesen részt vett Porfirio Díaz elnök is, 1900. szeptember 29-én került sor, az intézet első igazgatójává Miguel Macedót nevezték ki.
1908-ban az addig 996 férőhelyes börtönt bővítették, 1971-re pedig a fogvatartottak száma már a 3800-at is elérte. Nőket 1954-ig őriztek itt. Az évtizedek során híres rabjai közé tartozott például David Alfaro Siqueiros festőművész, Valentín Campa, José Revueltas és Heberto Castillo politikai aktivisták, Ramón Mercader szovjet ügynök (Trockij gyilkosa), William Burroughs író, előadóművész, Francisco Guerrero Pérez sorozatgyilkos, Juan Gabriel énekes és Álvaro Mutis kolumbiai író, a mexikói forradalom során pedig az 1913-as úgynevezett Tragikus tíz nap után itt, a palota előtt lőtték agyon Francisco Ignacio Madero lemondatott elnököt és alelnökét, José María Pino Suárezt.
76 éves fennállása során összesen két rabnak sikerült megszöknie innen: Alberto Sicilia Falcon egy alagúton keresztül tudott kijutni, míg 1975. december 17-én egy amerikai kokainkereskedő, Dwight Worker feleségének, Barbarának segítségével nőnek öltözve tudott elszökni a börtönből.
Az intézményt 1976. augusztus 27-én zárták be, majd 1982-ben a Mexikói Nemzeti Levéltár költözött be az épületbe.

## Az épület
A palota és a hozzá tartozó épületegyüttes a 19. századi börtönök jellegzetes formáját mutatja: egy központi sokszögű épületrészből, ahol egy 35 méter magas őrtorony is állt, indulnak ki az épületszárnyak. Eredetileg úgy tervezték, hogy 800 felnőtt férfi, 180 felnőtt nő és 400 fiatalkorú elhelyezésére legyen alkalmas: 804 cellával rendelkezett, de volt benne egészségügyi helyiség, váróterem, konyha és pékség is. A folyosók melletti cellák egyszemélyesek voltak, és minden folyosón volt egy „büntetőcella” is, tömör, kukucskálónyílással ellátott ajtóval.

## Képek

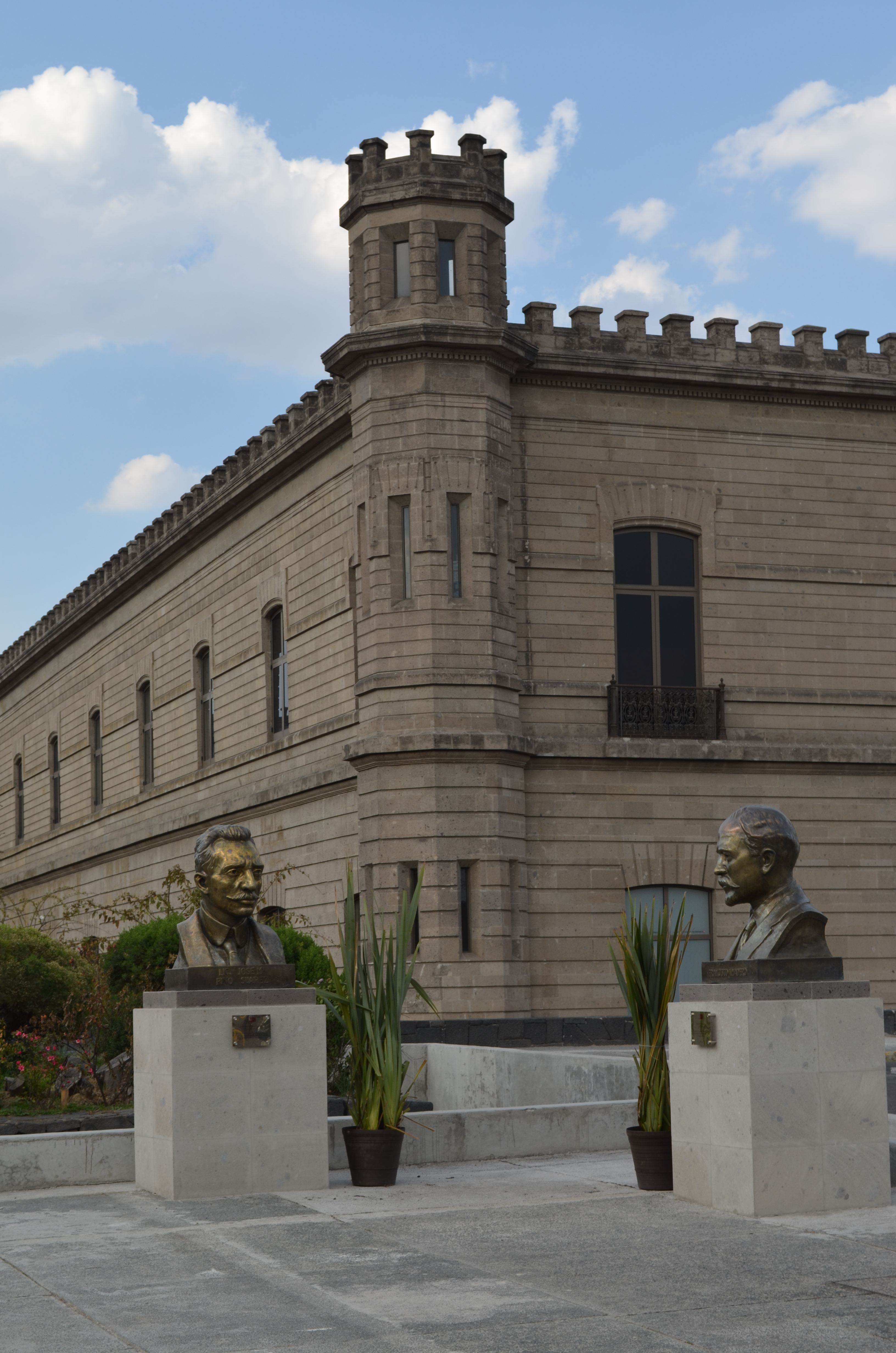
Francisco Ignacio Madero és José María Pino Suárez szobra az épület sarkánál
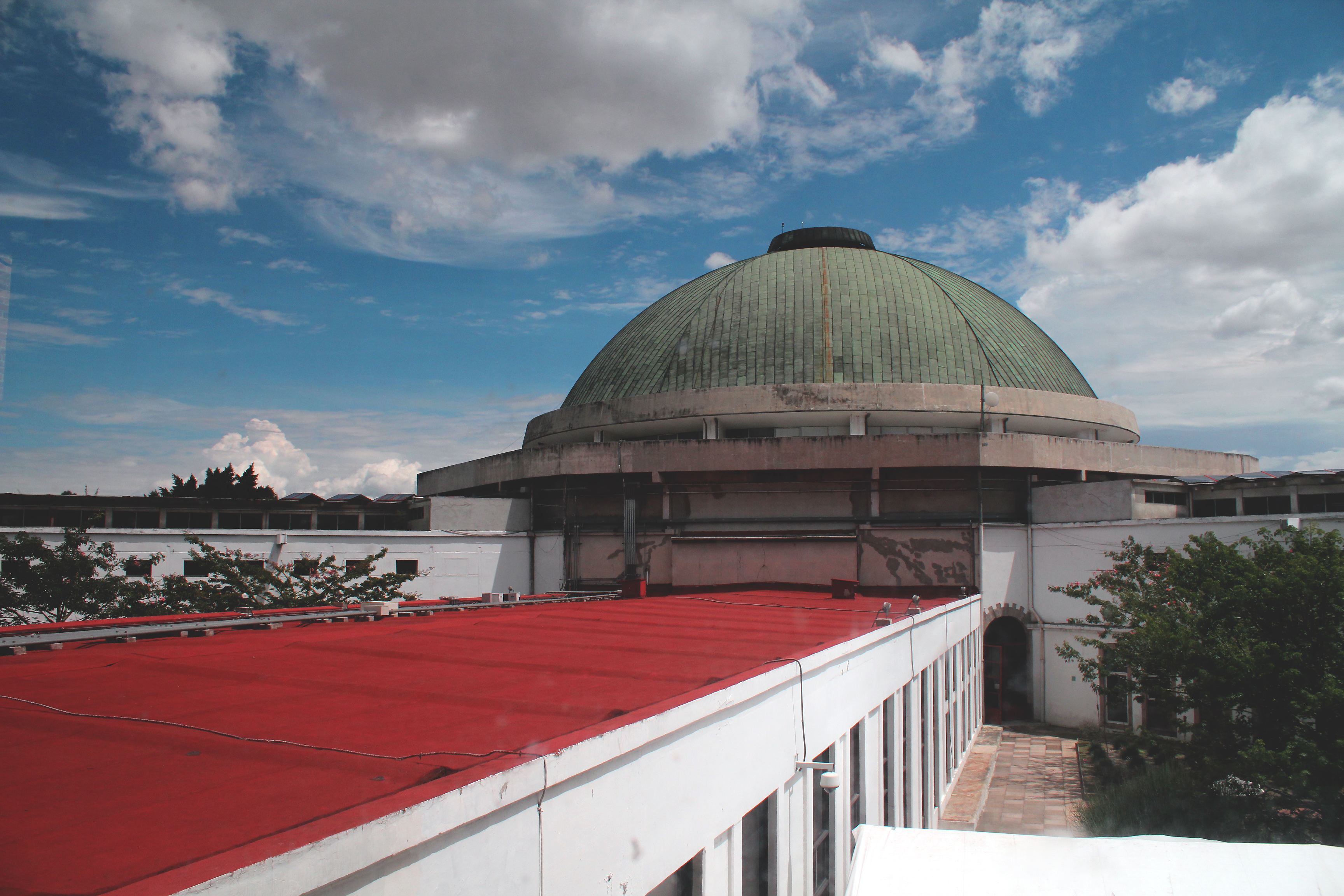
Az épület közepe a kupolával
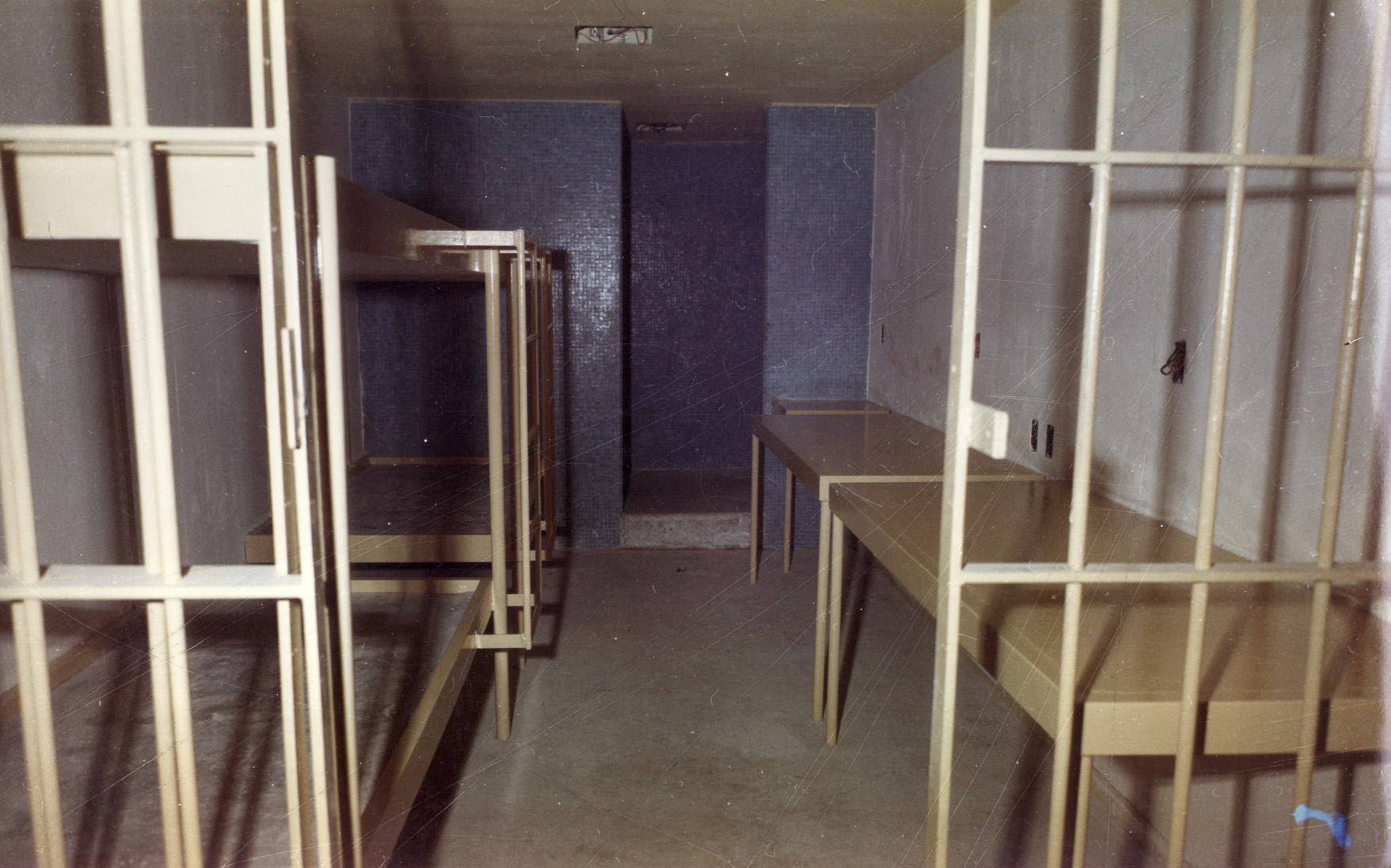
Egy egykori cella
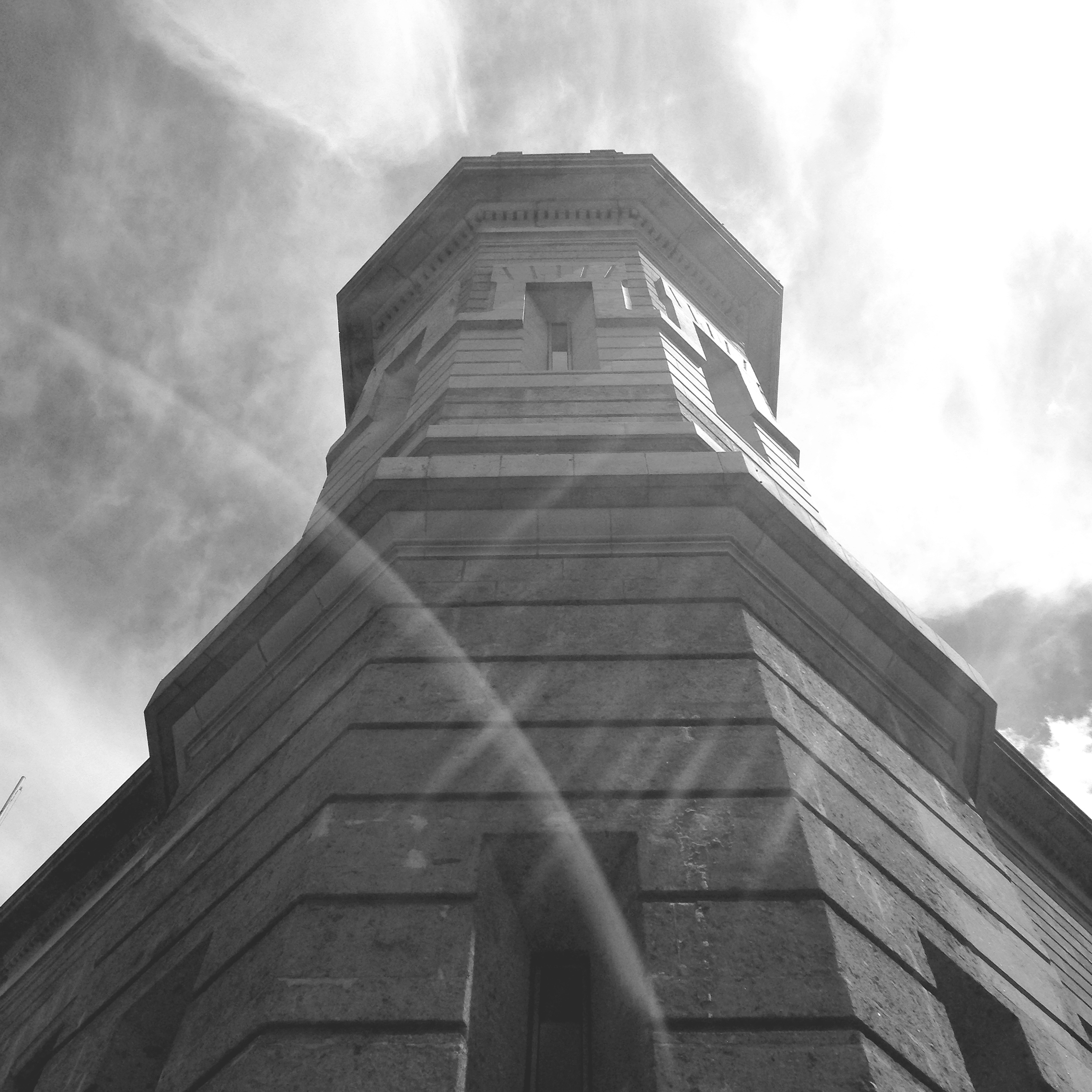
Torony